# Andrew Marvell
Andrew Marvell (31. března 1621 Winestead – 16. srpna 1678 Londýn) byl anglický básník, satirik a politik. Psal přírodní lyriku oslavující anglický venkov (The Garden, Upon Appleton House), milostnou lyriku (To His Coy Mistress - zřejmě jeho nejslavnější práce) a politickou satiru (Flecknoe, The Character of Holland, Last Instructions to a Painter). Byl blízkým přítelem Johna Miltona. Psal též anonymně pamflety, které kritizovaly monarchii a katolicismus, bránily puritánské disidenty a odsuzovaly cenzuru (The Rehearsal Transpros'd aj.). Několikrát byl zvolen poslancem parlamentu, za revoluce i monarchie. Vystudoval na Trinity College univerzity v Cambridge. Po jeho nečekané smrti se spekulovalo, že byl otráven svými politickými nepřáteli.

## Mládí
Marvell se narodil v obci Winestead poblíž města Kingston upon Hull (zkráceně Hull). V září 1624 Marvellův otec, taktéž Andrew, získal místo kazatele v kostele Svaté Trojice v Hullu (nyní katedrála) a učitele v místním kartuziánském klášteře, což vedlo k přesunu rodiny do Hullu.
Od svých 13 let Marvell navštěvoval Trinity College v Cambridge, kde i roku 1639 získal bakalářský titul. Marvell pokračoval ve studiích až do roku 1641, kdy 23. ledna utonul jeho otec. V září téhož roku byl z Trinity College vyloučen. Většinu 40. let Marvell strávil cestováním po kontinentální Evropě (čímž se vyhnul Anglické občanské válce). Na svých cestách si osvojil nizozemštinu, francouzštinu, španělštinu a italštinu.

## Rané básně a pobyt na Nun Appleton
Ku příležitosti narození princezny Anny 17. března 1637 vyšla v Cambridge sbírka básní, do které Marvell jako student přispěl latinskou Ad Regem Carolum Parodia a jediným dochovaným příkladem své tvorby v řečtině, Προς Κάρολον τον βασιλέα.
V době občanské války cestoval Marvell po Evropě. V červnu či červenci 1650 složil Marvell An Horatian Ode upon Cromwell's Return from Ireland. Přestože je tato báseň spíše „studií moci“ než chvalozpěvem na Cromwella, byla kvůli této interpretaci vyřazena z první posmrtné sbírky Marvellovy poezie Miscellaneous Poems. Stejný osud potkal i básně First Anniversary of the Government under His Highness the Lord Protector a A Poem upon the Death of his Late Highness the Lord Protector. Všechny tři básně byly vydány až o skoro sto let později roku 1776.
Mezi lety 1650 až 52 sloužil Marvell jako učitel dcery Thomase Fairfaxe, který se nedlouho před tím na protest proti preventivní invazi do Skotska vzdal velení vojska (Fairfaxovým nástupcem se stal Cromwell). Marvell v této době žil na Fairfaxově sídle Nun Appleton poblíž Yorku, kde také pokračoval ve skládání básní. Z tohoto období také pochází jeho báseň Upon Appleton House, To My Lord Fairfax či ještě známější To His Coy Mistress.

## Anglo-nizozemská válka a Miltonův tajemník
V období zhoršujících se vztahů mezi Anglií a Nizozemskem, které roku 1652 vyvrcholilo první anglo-nizozemskou válkou složil Marvell satirickou báseň Character of Holland, ve které využívá tehdy hojný stereotyp Nizozemců jako národa opilců.
Roku 1653 se stal učitelem Cromwellova chráněnce, tehdy jedenáctiletého Williama Duttona, se kterým i bydlel v Etonu v domě Johna Oxenbridge. Je pravděpodobné, že Oxenbridgeovy dvě cesty na Bermudy inspirovaly Marvella ke složení básně Bermudas. V květnu následujícího roku Marvell složil dva latinské epigramy In Effigiem Oliveri Cromwell a In eandem Reginae Sueciae transmissam oslavující Cromwella, pravděpodobně jako doplňky ke Cromwellově portrétu darovanému královně Kristině I. Švédské. Téhož roku Marvell složil a anonymně publikoval First Anniversary of the Government under His Highness the Lord Protector. V roce 1656 cestoval Marvell s Duttonem do Francie, kde navštívili Saumurskou akademii.
2. září 1657 se Marvell připojil k Miltonovi, který už v té době přišel o zrak, jako jeho tajemník pro cizí jazyky s platem 200 £ ročně. Oliver Cromwell zemřel 3. září 1658. Mezi zářím 1658 a lednem 1659 Marvell složil A Poem upon the Death of his Late Highness the Lord Protector. Báseň odhaluje Marvellovu překvapivou blízkost ke Cromwellově rodině a naznačuje, že byl jedním z mála, kdo viděl Cromwellovo tělo a nikoliv pouze vystavenou voskovou figurínu.
V roce 1659 byl zvolen do třetího protektorátního parlamentu za Kingston upon Hull, o rok později byl zvolen i do nového parlamentu (Convention parliament).

## Po restauraci
Monarchie byla obnovena s Karlem II. jako právoplatným králem roku 1660. Marvell trestu za svoji aktivitu v období republiky unikl a před popravou se mu podařilo ochránit i přítele Johna Miltona. Jako důkaz jejich přátelství slouží i fakt, že k druhému vydání Miltonova Ztraceného ráje složil Marvell úvodní báseň On Mr. Milton's Paradise Lost.
V roce 1661 byl Marvell opět zvolen za Hull do parlamentu. Korupci parlamentu a státu kritizoval v několika svých satirických básních, nejdelší z nich Last Instructions to a Painter (Poslední instrukce malíři). Tyto básně se šířily ve formě rukopisů, některé dosáhly i anonymní publikace. Vzhledem k jejich politické povaze byly s Marvellovým jménem vydány až po jeho smrti.
Členem parlamentu za Hull byl až do své smrti v roce 1678. Jako člen parlamentu byl neefektivní, mimo jiné i kvůli své výbušné povaze. Jako důkaz Marvellovy povahy lze zmínit jeho spor s dalším členem parlamentu Thomasem Cliffordem, při kterém došlo i na údery pěstí. Marvell spor vyvolal, svou vinu či omluvit se ale odmítal, až dokud nebyl oficiálně pokárán.
Andrew Marvell zemřel 16. srpna 1678. Po propuknutí horečky, třesu a opožděných projevů malárie si Marvell přivolal lékaře, který mu nejprve pouštěl žilou a poté ho uvedl do kómatu, v kterém Marvell zemřel. Možnou příčinou úmrtí byl infarkt či vnitřní krvácení. Po Marvellově smrti se ozývaly hlasy, že byla léčba nevhodná a pacient mohl být uzdraven.